# Миф о еврейском происхождении Гитлера
Отсутствие информации о деде Адольфа Гитлера со стороны матери спровоцировало предположения о его еврейском происхождении. Еврейство Гитлера не имеет каких-либо фактических подтверждений и отвергается историками.
Ключевую роль в формировании мифа сыграли мемуары личного адвоката Гитлера Ганса Франка, согласно которому бабушка Гитлера по отцовской линии, Мария-Анна Шикельгрубер родила отца Адольфа Гитлера, Алоиса, от члена еврейской семьи Франкенбергер, у которой она работала поварихой.
Если для одних антисемитов (неонацистов) тезис еврейского происхождения Гитлера неприемлем, то другие пытаются связать его «еврейство» с той деструктивной ролью, которую он сыграл в мировой истории.

## Формирование
Отец Адольфа Гитлера, Алоис Гитлер родился вне брака, а его отец — дедушка Гитлера — неизвестен. Это обстоятельство делало открытой возможность того, что дед Гитлера был евреем — а сам Гитлер на четверть евреем. И при таком сценарии сам Адольф Гитлер не может считаться евреем согласно еврейской традиции, в которой еврейство передаётся по материнской линии.
Газеты публиковали ряд сенсационных разоблачений о якобы еврейских родственниках политика, центральным пунктом идеологии которого был антисемитизм. Из-за интереса, который оппоненты Гитлера проявляли к его происхождению, после прихода к власти он запрещал увековечение памяти семьи в Вальдфиртеле, откуда происходят все его известные предки, сделав центром своего почитания Линц (где Адольф вырос). В 1938 году рядом с Дёллерсхаймом, рядом с которым родился Алоис, был построен самый большой в Западной Европе учебный полигон, а окрестные деревни расселили. В 1942 году эта судьба постигла и сам Дёллерсхайм.
Недостающая информация о деде Адольфа уже во время его прихода к власти привела к предположениям о его возможном еврейском происхождении. Позднее, в 1953 году, через семь лет после казни в 1946 году личного адвоката Гитлера Ганса Франка, были опубликованы его мемуары. Франка казнили после Нюрнбергского процесса за преступления, которые он совершил, будучи генерал-губернатором оккупированной Польши. В своей книге «Перед лицом виселицы» Франк утверждал, что он тщательно разобрался в родословной Гитлера после того, как сводный племянник, Уильям Патрик Гитлер, попытался шантажировать фюрера, угрожая раскрыть еврейское происхождение последнего. По заявлению Франка, он обнаружил, что бабушка Гитлера по отцовской линии, Мария-Анна Шикельгрубер, в 1837 году родила отца Адольфа Гитлера, Алоиса, в то время, когда работала поварихой в еврейской семье в Граце, в Австрии. Шикельгрубер тогда была в возрасте 42 лет.
Первоначально отец Алоиса не был указан в документах о крещении сына, который был записан как «незаконнорожденный». Однако Франк утверждал, что, согласно переписке бабушки Гитлера и семьи Франкенбергер, Мария-Анна забеременела от члена этой семьи, предположительно, от 19-летнего сына хозяев, в связи с чем семья платила ей алименты. Сам Адольф Гитлер, по словам Франка, сказал ему, что бабушка обманом заставила еврейскую семью платить алименты, ложно утверждая, что подросток являлся отцом её ребёнка. Адольф ссылался на свою бабушку как на источник этой информации, несмотря на то, что она умерла за 40 лет до его рождения.
Когда Алоису было пять лет, его мать вышла замуж за Иоганна-Георга Хидлера, которого Адольф Гитлер позднее официально считал своим дедом. Мать Алоиса умерла, когда последнему было 9 лет, и мальчика, носившего тогда фамилию матери Шикельгрубер, отправили жить на ферму младшего брата Иоганна-Георга — Иоганна-Непомука Хиллера. Тот оставил Алоису наследство. По предположениям многих историков, биологическим отцом Алоиса в действительности был либо Иоганн-Георг, либо Иоганн-Непомук, что скрывали во избежание скандала, потому что Иоганн-Непомук был женат, в момент рождения Алоиса. Доказательств этой версии нет. Иоганн-Непомук также являлся дедом по материнской линии матери Адольфа Гитлера, Клары, что, предположительно, делает брак родителей Гитлера близкородственным. В возрасте 39 лет, почти через два десятилетия после смерти Иоганна-Георга, Алоис смог убедить приходского священника изменить запись о его крещении, указав Иоганна-Георга в качестве его отца. По неизвестным причинам в официальных документах фамилия была записана как Гитлер.

## Восприятие
Миф воспроизводится в антисемитском издании Владимира Чертовича (1999), где собрано большое число «сведений» — часто в виде кратких, ничем не подкрепляемых тезисов — о всемирном еврейском заговоре и, в частности, о планах уничтожения славян. В этой книге без отсылок к каким-либо источникам, говорится: «Гитлер — еврей по матери. Геринг, Геббельс — евреи». Утверждается, что «фашисты планировали уничтожить только тех евреев, которые не поддерживали сионистские лозунги».
В фольклоре Восточной Европы среди объяснений причин Холокоста одно из наиболее устойчивых — детская травма: утверждается, что мачеха, мать или бабушка Гитлера были еврейками и отношения Адольфа с ними не складывались, вследствие чего он дал себе зарок, что, когда вырастет, отомстить всей этой нации. Еврейское происхождение может приписываться также его жене. В фольклорных текстах, которые постулируют еврейство бабушки (Гитлер пришёл к власти и начал уничтожать евреев, потому что его бабушка была еврейкой) или матери Гитлера, ничего не указывает на еврейство самого фюрера, напротив — его как бы отделяют от «родственников», рассматривают самого по себе. И наоборот — если говорят, что евреем был сам Гитлер, то тему матери или бабушки не затрагивают. Другими словами, наделяемый матерью-еврейкой или бабушкой-еврейкой нееврей Гитлер мстит ей, истребляя её народ; а «еврей» Гитлер испытывает ненависть к «своим соплеменникам». «Сведения» о связи Гитлера с евреями информанты могли почерпнуть из какого-либо антисемитского издания. Информанты, сообщавшие о Гитлере-еврее, как правило, не замечают противоречия и не пытаются объяснить, зачем его потребовалось уничтожать собственный народ — достаточным для них оказывается соотнесение этих двух положений.
1 мая 2022 года в интервью программе новостей итальянского телевидения министр иностранных дел России Сергей Лавров заявил: «Он <президент Украины Владимир Зеленский> выдвигает аргумент: какая у них может быть нацификация, если он еврей. Могу ошибиться, но у А. Гитлера тоже была еврейская кровь. Это абсолютно ничего не значит. Мудрый еврейский народ говорит, что самые ярые антисемиты, как правило, евреи». Слова Лаврова вызвали возмущение в Израиле.

## Историография
По мнению большинства историков, заявление Франка содержит большое количество ошибок и ему нельзя доверять. Историк Иоахим Фест считал, что отсутствие проверяемых доказательств делает тезис Франка крайне сомнительным. Историк Ричард Эванс отмечал, что мемуары Франка «общеизвестно ненадёжны».
Историк Иэн Кершоу (1998) писал, что в 1830-х годах в Граце не было еврейской семьи с фамилией Франкенбергер. Там проживала нееврейская семья по фамилии Франкенрайтер. Нет каких-либо доказательств, что Мария-Анна всё время находилась в Граце и что она работала у мясника Леопольда Франкенрайтера. Эванс также указывает на отсутствие современных доказательств того, что бабушка Адольфа Гитлера когда-либо была в Граце, или что там жила еврейская семья по фамилии Франкенбергер.
Не было обнаружено переписки с подробностями заявленного романа и выплаты алиментов. Семья Франкенрайтер была слишком бедной, чтобы выплачивать алименты. Сыну Франкенрайтера было всего 10 лет на момент рождения Алоиса. Племянник, Уильям-Патрик Гитлер, который якобы шантажировал Адольфа, сам никогда не делал таких заявлений, даже после своего переезда в США. На то же указывают Кершоу и Эванс.
Историки также указывают на официальный запрет проживания евреев в этих землях Австрийской империи до 1860-х годов. Большинство историков сходятся во мнении, что в Граце не было евреев в период между их изгнанием из региона Штирия в конце XV века и восстановлением там еврейской общинной жизни в 1860-х годах.
В 2019 году психолог Леонард Сакс поставил под сомнение утверждение, что евреи не проживали в то время в Граце, найдя доказательства того, что в этом городе имелась небольшая еврейская община. В своём исследовании, опубликованном в Journal of European Studies он заявил, что рассказу Франка следует уделять больше внимания. Ссылаясь на архивные свидетельства, Сакс утверждал, что в Граце по состоянию на 1850 год была «небольшая, теперь уже оседлая еврейская община». По его словам, хотя нет прямых доказательств еврейской жизни в этом городе на 1836 год, когда Алоис был зачат, «утверждение, что ни один еврей не жил в Граце до 1856 года, не может быть поддержано». В видеоинтервью Сакс утверждал, что одним из факторов, которые побудили Гитлера к антисемитизму, была острая потребность доказать, что он не еврей. Историк Ричард Эванс отметил, что даже если в 1830-х годах, когда родился Алоис, в Граце проживали евреи, этот факт сам по себе ничего не говорит о деде Адольфа Гитлера по отцовской линии.

## Мотивация
По словам историка Иоахима Феста, хотя у Франка было мало оснований заведомо ложно приписывать Гитлеру еврейских предков, тезис о еврейском происхождение Гитлера «вряд ли выдерживает серьёзное обсуждение». «Фактический смысл» тезиса заключается «в меньшей степени в его объективной обоснованности»; «гораздо более решающим и психологически значимым» было то, что Гитлер должен был увидеть, что принятая версия его происхождения поставлена под сомнение. «Адольф Гитлер не знал, кем был его дед». Бригитта Хаманн, с другой стороны, писала, что «в данном случае разгневанный антисемит Франк хотел обвинить ненавистных евреев в якобы еврейском Гитлере».
В антисемитской среде распространена тенденция приписывать еврейское происхождение любому лицу, занимающему высокое положение в обществе. С этой тенденцией связны, среди прочего, теории мирового еврейского правительства, большевистской власти в качестве успешной реализации еврейского заговора, еврейского происхождения Ленина и других известных политиков.
По мнению Хави Дрейфус, историка Холокоста в Восточной Европе в Тель-Авивском университете, бабушка Адольфа Гитлера по отцовской линии не была замужем, и поэтому, учитывая деструктивную роль Гитлера «слухи и заявления, подобные этим, почти естественны». Она выразила сомнение, что обсуждение происхождения Гитлера является положительным вкладом в связанную с ним область исторических исследований и в понимание Холокоста.
По словам Ричарда Эванса, домыслы о происхождении Гитлера существуют длительное время по причине того, что некоторым людям сложно объяснить его глубокий и деструктивный антисемитизм иначе, нежели личными мотивами. «Похоже, именно это и мотивирует доктора Леонарда Сакса, психиатра, а не историка, делать свои заявления».
По мнению Сакса, «неонацистов оскорбляет предположение, что у Гитлера был дедушка-еврей, потому что они ненавидят евреев». «Евреев часто оскорбляет предположение, что у Гитлера был еврейский дедушка, потому что они ненавидят Гитлера».

## Генетические данные
В 2010 году бельгийский журналист Жан-Поль Мюлдерс и историк Марк Вермерен собрали образцы слюны у 39 ныне живущих родственников диктатора. Результаты анализа были опубликованы в бельгийском издании Knack. По данным генетического исследования, по мужской линии неизвестный предок отца фюрера являлся носителем гаплогруппы E-M35 (ранее — E1b1b1), максимальное разнообразие представителей которой наблюдается в Африке. Гаплогруппа присутствует у 18-20 % евреев-ашкеназов и у 8,6-30 % евреев-сефардов. Эти факты сами по себе не означают еврейского происхождения Гитлера. Данная гаплогруппа также распространена среди североафриканцев, особенно у берберов Марокко, Алжира, Ливии и Туниса; также она обнаруживается у 25% греческих мужчин и изредка у представителей западноевропейских народов. Однозначно утверждать, что конкретный человек имеет еврейские корни, можно только полностью проследив его генеалогию. Кроме того, учёные отмечают, что анализ ДНК не даёт точных данных.
По мнению генетика Рене Декора, ДНК-анализ Мюлдерса в целом некорректен и, соответственно, на его основании нельзя делать каких-либо выводов. Также генетик отметил, что группа ДНК, которую журналист обнаружил у потомков Гитлера, появилась в человеческих популяциях ещё до появления евреев.

### Комментарии
1. ↑  Чертович В. В. Война по законам подлости. — Минск: Православная инициатива, 1999. — 614 с., признана в России «экстремистским материалом» 10 июня 2020, номер  5031 в Федеральном списке экстремистских материалов